# Ictonychinae
Ictonychinae (зорилові) — підродина ссавців родини мустелових. Проживають переважно в Неотропіках (три види) та Африці (три види), з одним євразійським представником. Члени підродини раніше входили до парафілетичного визначення підродини Mustelinae.

## Систематика сучасних представників підродини
триба Ictonychini
- Ictonyx
  - Ictonyx libycus
  - Ictonyx striatus
- Poecilogale
  - Poecilogale albinucha
- Vormela
  - Vormela peregusna

триба Lyncodontini
- Galictis
  - Galictis cuja
  - Galictis vittata
- Lyncodon
  - Lyncodon patagonicus

## Викопні роди
- Cernictis
- Enhydrictis
- Martellictis
- Lutravus
- Oriensictis
- Pannonictis
- Sminthosinis
- Stipanicicia
- Trigonictis
- Trochictis